# Yvescambefortius sarawacus
Yvescambefortius sarawacus är en skalbaggsart som beskrevs av Gillet 1926. Yvescambefortius sarawacus ingår i släktet Yvescambefortius och familjen bladhorningar. Inga underarter finns listade i Catalogue of Life.